# 本願寺金沢別院
本願寺金沢別院（ほんがんじかなざわべついん）は金沢市笠市町にある浄土真宗本願寺派（西本願寺）の別院である。

## 概要
石川県を代表する本願寺派の寺院であり、石川教区（石川県）の教化拠点として石川教区教務所が併設されている。
住職は浄土真宗本願寺派門主（本願寺住職）であるが、平素は輪番が寺務を統理し、石川教区の教務所長を兼ねている。2022（令和4）年4月より、宗務組織改革のため、輪番（教務所長）が金沢（石川）と福井（福井）を兼務することとなった。
また、歴史的背景から近くには大谷派の金沢別院もある。それぞれの本山の通称にちなみ本願寺派の当院は西別院、大谷派の金沢別院を東別院と通称されている。

## 歴史
承元の法難により親鸞が流罪に処され、越後へ配流された道筋を本願寺第３代覚如は旅していた。その折に一宇の草庵をしつらえて本源寺と名づけ、本願寺第２代如信の13回忌を修したことが金沢別院の始まりと伝えられている。
その後、本願寺第５代綽如、第７代存如の巡化があり、文明３年（1471）蓮如は吉崎に坊舎を建立してからしばしば金沢へ足を運んでいた。
第10代証如は本源寺を金沢御堂（尾山御坊）と定め、阿弥陀如来像・親鸞聖人御影・実如上人影像・金泥名号・親鸞聖人絵伝・聖徳太子絵像・七高僧絵像を下付した。
天下統一の動きは、信長勢と本願寺との石山合戦などとなり、尾山御坊も佐久間盛政により攻め滅ぼされる。前田利家が金沢へ入城して、城の後町（今の彦三・尾張町付近）に尾山御坊復興の寺地を寄進し本堂が建立される。３代目利常は石川郡安江村に寺地を寄進し、これが現在の別院のもとであると伝えられる。
堂宇も数度の火災や天災に遭うも、加賀・能登・越中の寺院や門信徒の懇念により現在の本堂が再建され、種々の堂宇が整備された。
- 1339年（延元４年）覚如が本源寺を開創。
- 1488年（長享２年）一向一揆が加賀をおさめる。
- 1546年(天文15年)金沢御堂（尾山御坊）建立。
- 1580年(天正８年)尾山御坊が佐久間盛政に攻め滅ぼされ、金沢城となる。
- 1583年(天正11年)前田利家が七尾から金沢城に入城。
- 1587年(天正15年)前田利家から尾山御坊復興のため後町に寺地の寄進を受け、本堂建立。
- 1611年(慶長16年)前田利常から現在地を寄進され移転。
- 1615年(元和元年)本堂落成。
- 1690年(元禄３年)焼失後再建。
- 1749年(寛永２年)大破。
- 1837年(天保８年)全焼。
- 1849年(嘉永２年)現本堂落成。
- 1856年(安政３年)鐘楼堂建立。
- 1859年(安政６年)対面所移築。
- 1866年(慶応２年)経蔵建立。
- 1893年(明治26年)山門建立。
- 1993年(平成５年)本堂修復。
- 2001年(平成13年) 金沢市指定保存建造物に指定(本堂・経蔵・鐘楼・山門)。
- 2002年(平成14年) 山門修復。
- 2005年(平成17年) 石川県指定有形文化財に指定(本堂・経蔵・鐘楼)。
- 2014年(平成26年)金沢市指定有形文化財に指定(絹本著色本願寺三上人像（巧如、存如、蓮如）)。
- 2015年(平成27年)金沢市指定有形文化財に指定(旧竹沢御殿の時鐘)。
- 2022（令和4）年4月 - 輪番（教務所長）の金沢（石川）と福井（福井）との兼務開始[1]。
- 2024（令和6）年1月 - 1日の令和6年能登半島地震により本堂仏具転倒・落下、石灯篭倒壊、経蔵宝珠落下・瓦落下、対面所白壁剥離複数カ所、ふすま転倒破損、大谷廟所仏具落下、天井・床ずれ、白壁一部崩落、大谷廟所庫裏(事務所棟) 白壁ずれ･崩落、板壁ずれ落下、瓦崩落、大谷廟所納骨堂石柱倒壊(10柱)の被害。7日に宗務所の「令和6年能登半島地震緊急災害対策本部（中央本部）」とともに別院内に「令和6年能登半島地震緊急災害対策本部石川教区現地緊急災害対策本部（現地本部）」を設置する。8日には「令和6年能登半島地震 浄土真宗本願寺派能登半島地震支援センター」が設置され、情報収集や各種支援が進められる。[2]

## 境内
- 本堂
- 経蔵
- 鐘楼
- 山門
- 大谷廟所 - 飛地境内。本願寺第7代存如の廟所。文明３年（1471）蓮如は吉崎に坊舎を建立してから、しばしば金沢へ足を運ぶが、その際に、存如の遺骨を本源寺（後の尾山御坊・金沢城）に埋葬する。その後、前田利家が入城してからも、尊き方の塚であるとして垣根をし、大切に敬われる。ところが、明治14年（1881）になって陸軍が金沢城跡を連隊としたときに移設されることとなり、現在の尾山町に移る。

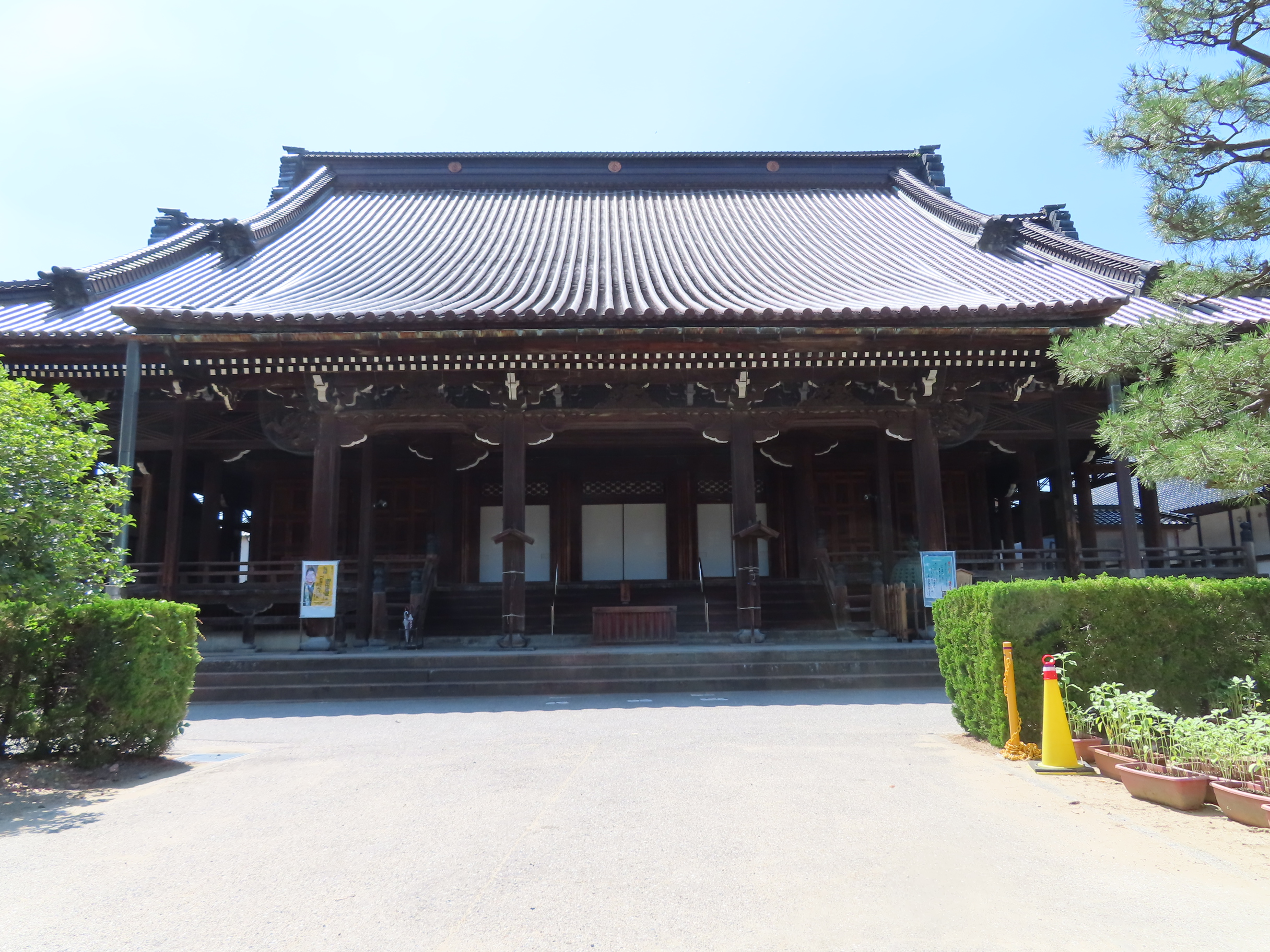
本堂
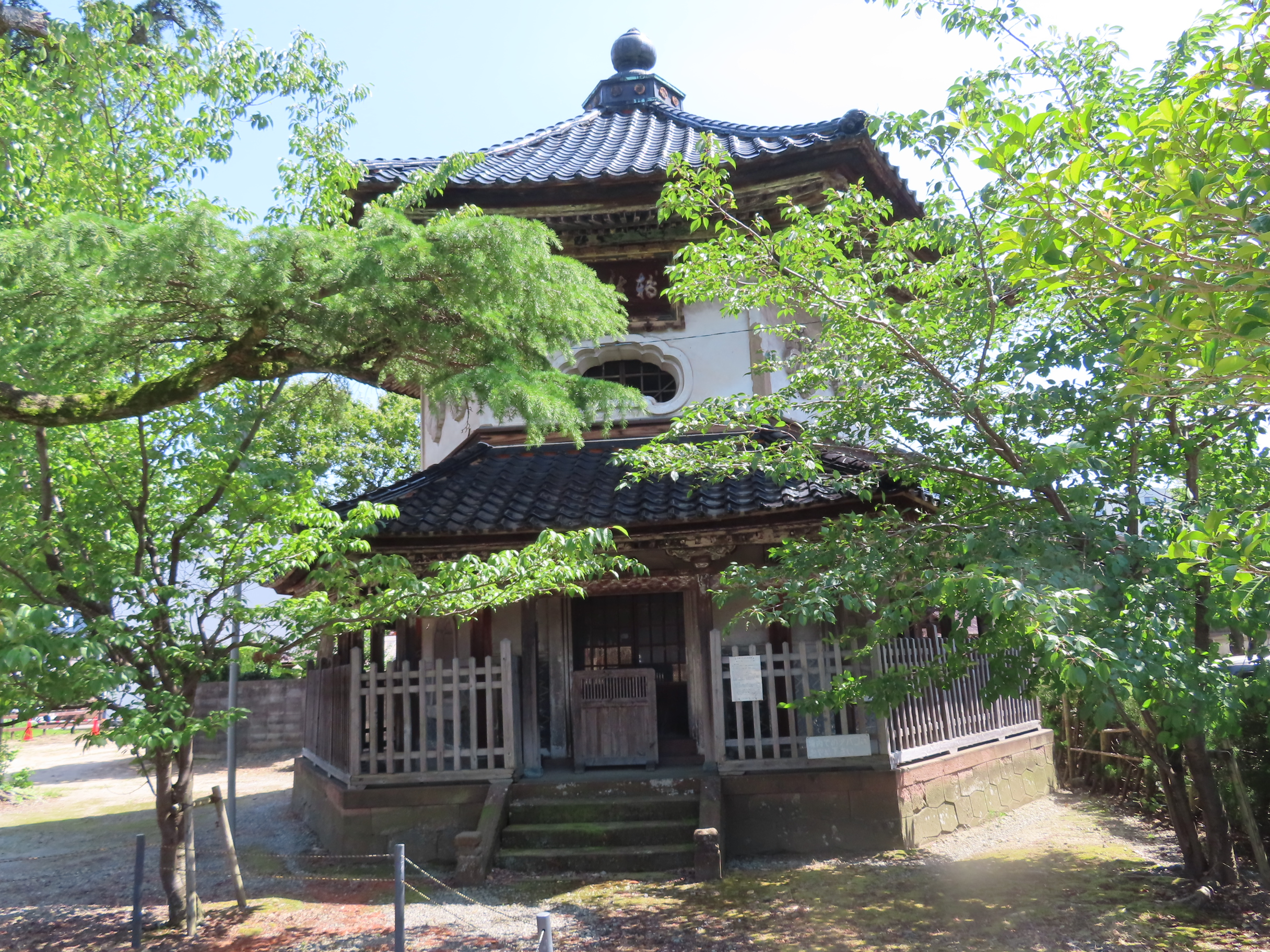
経蔵
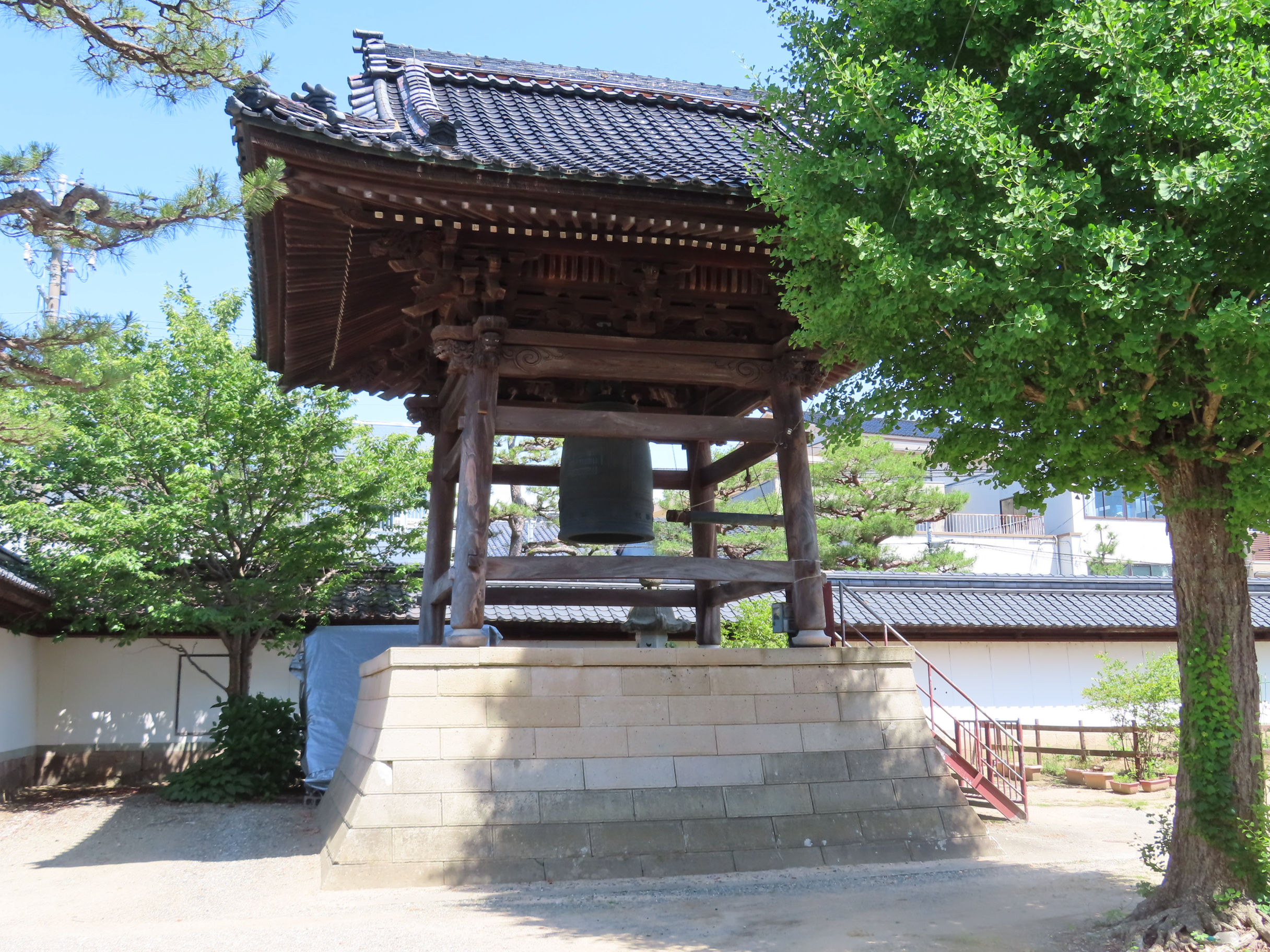
鐘楼

## 行事
- 毎日午前8時 - 晨朝勤行（お朝事）
- １月１日 - 元旦会
- ３月20～21日 - 春季彼岸会（別院・大谷廟所）
- ５月21日 - 親鸞聖人降誕会
- ６月16～17日 - 納骨永代経、古仏具法要（大谷廟所）
- 6月22～23日 - 火防永代経
- ７月13～16日 - 孟蘭盆会（大谷廟所）
- 7月16日 - 存如忌（大谷廟所）
- ９月22～23日 - 秋季彼岸会（別院・大谷廟所）
- 10月16日 - 報恩講（大谷廟所）
- 11月13～16日 - 報恩講[3]
- 12月31日 - 除夜会・除夜の鐘